# آيزوفلوران
آيزوفلوران (بالإنجليزية: Isoflurane)‏ (2-كلورو-2-ثنائي فلوروميثوكسي)-1,1,1-ثلاثي فلورو-إيثان) هو دواء يستخدم للتخدير عن طريق الاستنشاق، وهو أحد الأدوية المدرجة في قائمة منظمة الصحة العالمية للأدوية الأساسية.